# Success (Fat Joe)
Success è un singolo del rapper statunitense Fat Joe. Pubblicato nel 1995, il singolo, prodotto da Domingo, è estratto dall'album Jealous One's Envy.
Una versione della canzone remixata da DJ Premier è stata inserita nell'album Jealous One's Envy.